# Lac de Champex
Der Lac de Champex ist ein See in der Gemeinde Orsières im Kanton Wallis in der Schweiz. Er liegt ca. 30 Meter unterhalb des Col de Champex. Seine Fläche beträgt 11 ha. An seinem Ufer liegt das kleine Feriendorf Champex-Lac.

## Entstehung
Der See liegt zwischen zwei Moränen. Am Ende der letzten Eiszeit (Würm-Kaltzeit) vor ca. 10 000 Jahren zogen sich der Glacier du Val d’Arpette im Westen und der Glacier du Val d’Entremont im Osten zurück und hinterliessen die Moränen.

## Natur
Im Westen wird der See von einem wertvollen Moorgebiet begrenzt. Die verschiedenen dort vorkommenden Pflanzengesellschaften veranschaulichen alle Evolutionsstadien der Gewässerauflandung: Flachmoor am Seeufer (Seggenried mit freiem Wasser) und Hochmoor in weiter entfernten Zonen (Torfmoor). Das Torfmoor von Champex-Lac ist das einzige im Kanton Wallis, in der stellenweise die Bergföhre wächst. Die Kleinfrüchtige Moosbeere findet man auch nur hier im Wallis. Das Flach- und Hochmoor sind von nationaler Bedeutung und stehen seit 1997 unter kantonalem Schutz.

## Tourismus
Der See ist das eigentliche Herz von Champex-Lac und wird intensiv touristisch genutzt. An seinem Ufer liegt ein Verleih für Pedalos, Ruderboote und Stand-Up-Paddling. An mehreren Stellen ist der im Sommer für einen Bergsee angenehm warme See für Schwimmer zugänglich. Auch ist der See bei Anglern sehr beliebt. Ein Spazierweg führt um den See. Im Winter kann auf dem See Schlittschuh gelaufen werden.